# John Hatch
Dr. John Keith Hatch (7 november 1940) is ontwikkelingseconoom en pionier op het gebied van microfinanciering. Hij introduceerde het principe van village banking, de meest gebruikte methode van microfinanciering. Hij is oprichter van FINCA.